# Creu de la Serra de l'Oro
La Creu de la Serra de l'Oro o Creu de l'Oratori és una creu de terme gòtica de Gurb (Osona) inclosa a l'Inventari del Patrimoni Arquitectònic de Catalunya.

## Descripció
Es tracta de les restes d'una antiga creu de terme amb els braços mutilats. S'hi representa el tronc de Crist crucificat i un dibuix floral al damunt. A la part posterior hi ha una Mare de Déu sedent amb el nen a la falda, el qual té el cap mutilat. A sobre hi ha la mateixa decoració floral. Tot això està inscrit dins una forma romboide que es forma a la confluència dels braços de la creu. Al sector vertical i a sota els braços, el tronc de la creu té una forma ortogonal que també és esculpida i s'hi representa amb baix relleu la imatge de Sant Cristòfol amb el nen Jesús al damunt, dos cors i una altra imatge no identificada.
És de pedra i es troba plena de molsa.

## Història
És l'antiga creu de terme de la demarcació parroquial de Vespella.
Està datada al segle xvi. Antigament la creu estava tancada per un edifici circular que podia albergar 13 o 14 persones amb un diàmetre de 4,20 m. Durant la Guerra del Francès de l'any vuit, fou destruïda, quedant només el tronc central de la creu.